# Любительская лига Армении
Любительская лига Армении по футболу (арм. Հայաստանի սիրողական ֆուտբոլի լիգա) — Турнир разыгрывается с 2021 года.  
В сезоне 2023/24 любительская лига начала проводиться в двух лигах. Действующими победителями в сезоне 2024/25 «Аракс» (в лиге "А) и «Аракс-2» (в лиге «Б»).
Участниками турнира в лиге «А» являются восемь команд, а в лиге «Б» — 10 команд разделённых на две группы.

## Формат
В сезонах 2022/23 и 2023/24 турнир проходил в новом формате: десять участвующих команд разделены на две группы по пять. В рамках группового этапа каждая команда сыграет с остальными как дома, так и в гостях.
Команды, занявшие первые и вторые места в своих группах, выходят в полуфинал, который состоит из двух матчей. Победители полуфиналов играют в финале.
Три лучшие команды лиги получают возможность участвовать в следующем сезоне розыгрыша Кубка Армении.

## Статистика выступлений

### Лига А
| Сезон   | Чемпион                | 2-е место             | 3-е место              | Бомбардир                                                                                     |
| ------- | ---------------------- | --------------------- | ---------------------- | --------------------------------------------------------------------------------------------- |
| 2021/22 | Ахтамар Севан          | Реал Арми фуд         | Киликия                | Арам Геворгян (Ахтамар Севан, 14 голов)                                                       |
| 2022/23 | Киликия Ачяпняк-Ереван | Фалконс ФК ЭкоВил     | Наири Аракс Арарат     | Джон Лагбел (Фалконс, 13 голов) Артур Кочярян (ФК ЭкоВил, 8 голов)                            |
| 2023/24 | ФК Вайк Киликия        | Арарат Аракс Бентонит | ФК ЭкоВил ФК Эчмиадзин | Роджер Розискид Комла Акато (Арарат Аракс, 16 голов) Карапетян, Александр (Киликия, 16 голов) |
| 2024/25 | Арарат Аракс           | ФК Вайк               | Киликия                | Ахмед Фадлаллах Мохамед Ахмед (Арарат Арарат, 18 голов)                                       |

### Лига B
| Сезон   | Чемпион                    | 2-е место      | 3-е место               | Бомбардир                                                                                     |
| ------- | -------------------------- | -------------- | ----------------------- | --------------------------------------------------------------------------------------------- |
| 2023/24 | Тегенис-Цахкадзор ФК Гарни | Никарм ФК СЖА  | Айг Егвард Дилижан UWC  | Ваник Казарян (Тегенис-Цахкадзор, 7 голов) Ахмед Фадлаллан Мохамед Ахмед (ФК Гарни, 12 голов) |
| 2024/25 | Спортшкола Мартуни Веди ФК | Никарм Аракс-2 | Дилижан UWC Ачаджур с/а | Тигран Аветисян (Спортшкола Мартуни, 11 голов) Комлан Бладен Куако Восину (Аракс-2, 5 голов)  |